# MPlayer
MPlayer（エムプレーヤー）は、オープンソースのメディアプレーヤーである。GNU General Public License下で配布される自由ソフトウェアであり、Linux・Unix系OS・macOS・Windowsなど多くのOSに対応している。再生のみならずMEncoderと呼ばれるエンコーダーが付属し、音声・動画ファイルを様々な異なるフォーマットに変換することができる。

## 歴史
MPlayerの開発は2000年に始まった。初めの開発者ゲレーフィ・アールパード (Gereöffy Árpád) [ˈɡɛrøːfiˈɑ̈ːrpɑ̈ːd]のもとには、すぐに多くのプログラマ達が集まった。初期の開発者達はほとんどがハンガリー人だったが、現在では世界中から開発者が集まっている。ゲレーフィが第2世代のMPlayerを開発するためにMPlayerの開発から去った2003年からやはりハンガリー人のベレグサーシ・アレックス (Beregszászi Alex) [ˈbɛrɛksɑ̈ːsiˈɒlɛks]がMPlayerを保守しているが、第2世代MPlayerプロジェクトは多くの理由から中断している。
Mplayerの開発も滞っていたが、2022年に3年ぶりのアップデートが行われた。
MPlayerは以前、開発者達に「MPlayer - The Movie Player for Linux」と呼ばれていたが、現在これはMPlayerが様々なOSで利用可能になったことから「MPlayer - The Movie Player」と短くなっている。

## 再生可能なフォーマット
- 物理メディア: CD、DVD、ビデオCD
- コンテナフォーマット: 3GPP, AVI, ASF, Matroska, MOV, MP4, NUT, Ogg, OGM, RealMedia, FLV
- ビデオコーデック: 3ivx, Cinepak, DivX, DV, H.263, H.264/MPEG-4 AVC, Huffyuv, Indeo, MJPEG, MPEG-1, MPEG-2, MPEG-4, RealVideo, Sorenson, Theora, WMV, XviD
- オーディオコーデック: AAC, AC3, ALAC, AMR, FLAC, MP3, RealAudio, Shorten, Speex, Vorbis, WMA

MPlayerはビデオ出力に多くの異なる出力ドライバを持っている。X11, DirectX, Quartz Compositor, VESA, SDLなどであるが、変わったものとしてアスキーアートやBlinkenlightsに対応している。
また、MPlayerはすべての一般的なインターネット上のストリーミングに対応している。